# هنری مک‌کالاو
هنری مک‌کالاو (انگلیسی: Henry McCullough؛ ۲۱ ژوئیهٔ ۱۹۴۳ – ۱۴ ژوئن ۲۰۱۶) ترانه‌سرا، خواننده و نوازنده گیتار اهل ایرلند شمالی بود. وی بین سال‌های ۱۹۶۱ تا ۲۰۱۶ میلادی فعالیت می‌کرد.